# Philippe Le Stum
Philippe Le Stum est un historien et directeur de musée français né en 1962 et mort le 26 mars 2021.

## Biographie

### Enfance et formation
Il naît en 1962 à Brest.
Il devient docteur en histoire de l'art.

### Carrière
Il intègre l’École nationale du patrimoine en 1989.
Il est chercheur associé au Centre de recherche bretonne et celtique. Ses recherches portent sur l’histoire des arts de la Bretagne, la gravure et le régionalisme breton aux XIXe et XXe siècle.
Depuis 1991, il est directeur et le conservateur en chef du Musée départemental breton, à Quimper.
En 2018, il publie La gravure sur bois en Bretagne, ouvrage tiré de sa thèse d’État soutenue à la Sorbonne en 2014.

### Décès
Il meurt le 26 mars 2021 à Quimper,.

## Hommage
Le Musée départemental breton de Quimper lui rend hommage,,.

## Publication
- Philippe Le Stum, Le Néo-druidisme en Bretagne, éditions Ouest-France, coll. « De mémoire d'homme : l'histoire », Rennes, 1998,  (ISBN 2-7373-2281-2)